# Ochropleura albilinea
Ochropleura albilinea là một loài bướm đêm trong họ Noctuidae.